# Mazinho Oliveira
Mazinho Oliveira (n. 26 decembrie 1965, Guarujá, São Paulo, Brazilia) este un fost fotbalist brazilian.
Între 1990 și 1991, Oliveira a jucat 10 meciuri și a marcat 2 goluri pentru echipa națională a Braziliei.

## Statistici
| Brazilia | Brazilia | Brazilia |
| An       | Meciuri  | Goluri   |
| -------- | -------- | -------- |
| 1990     | 1        | 0        |
| 1991     | 9        | 2        |
| Total    | 10       | 2        |